# Aderus fasciatus
Aderus fasciatus é uma espécie de inseto besouro da família Aderidae. Foi descrita cientificamente por Frederick Ernst Melsheimer em 1846.